# Peter Heinrichs
Peter Heinrichs (* 17. April 1946 in Köln; † 4. November 2016 ebenda) war ein Kölner Tabak- und Pfeifenhändler und zudem Betreiber eines Pfeifenmuseums in Bergheim-Niederaußem.

## Leben

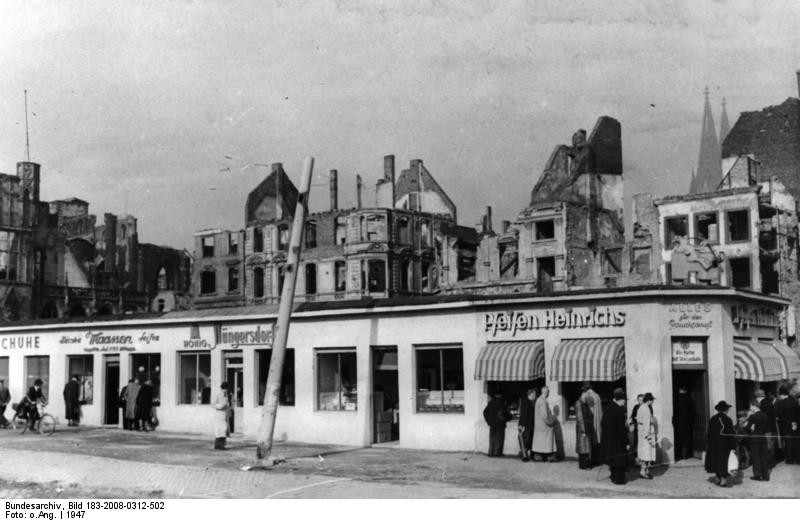
Pfeifen Heinrichs in der Gürzenichstraße, 1947

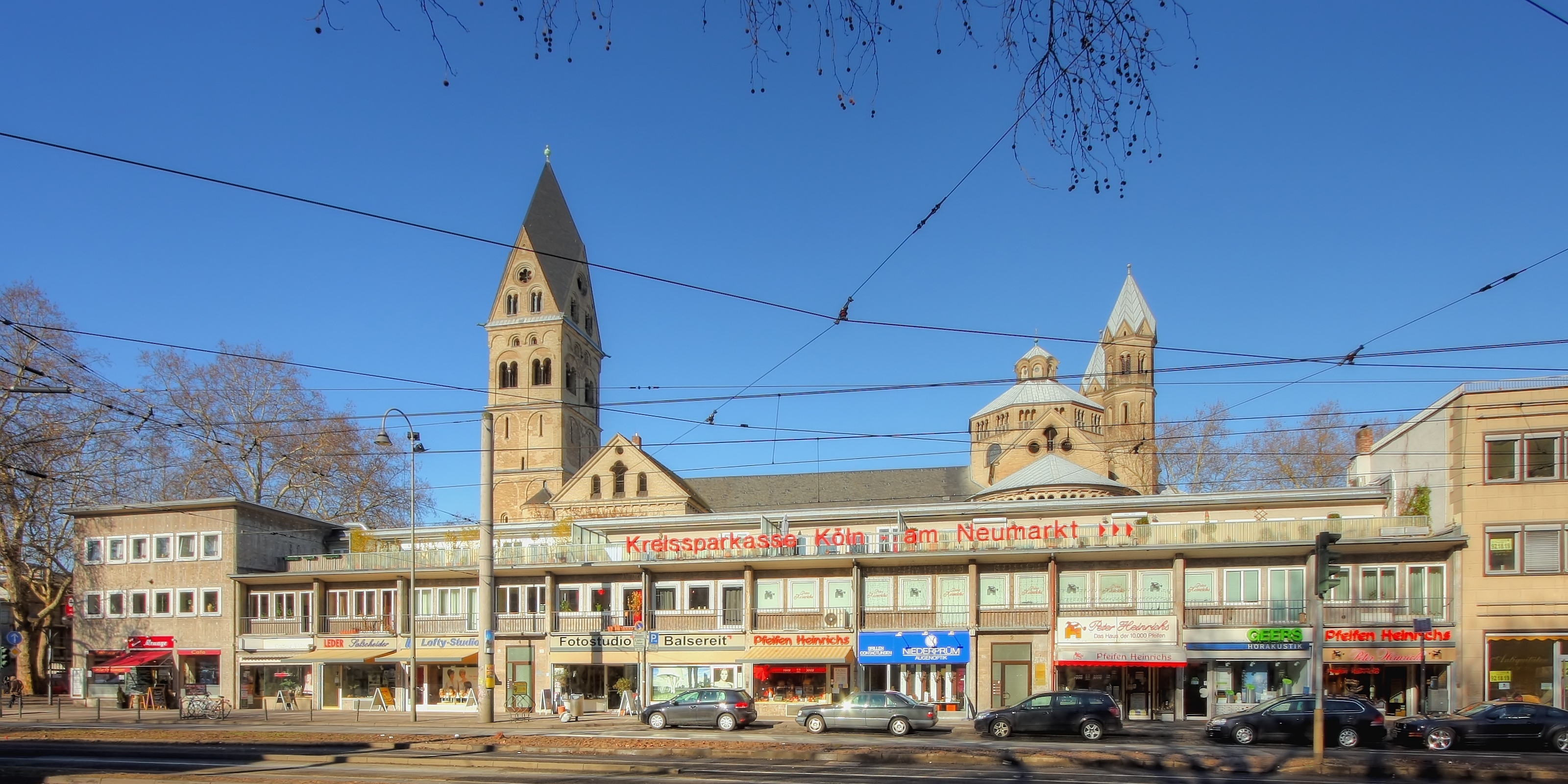
Ladengeschäft mit drei Schaufenstern (rechts) im denkmalgeschützten Wohn- und Geschäftshaus Hahnenstraße 2–4, Köln. Im Hintergrund die Kirche St. Aposteln (2010)

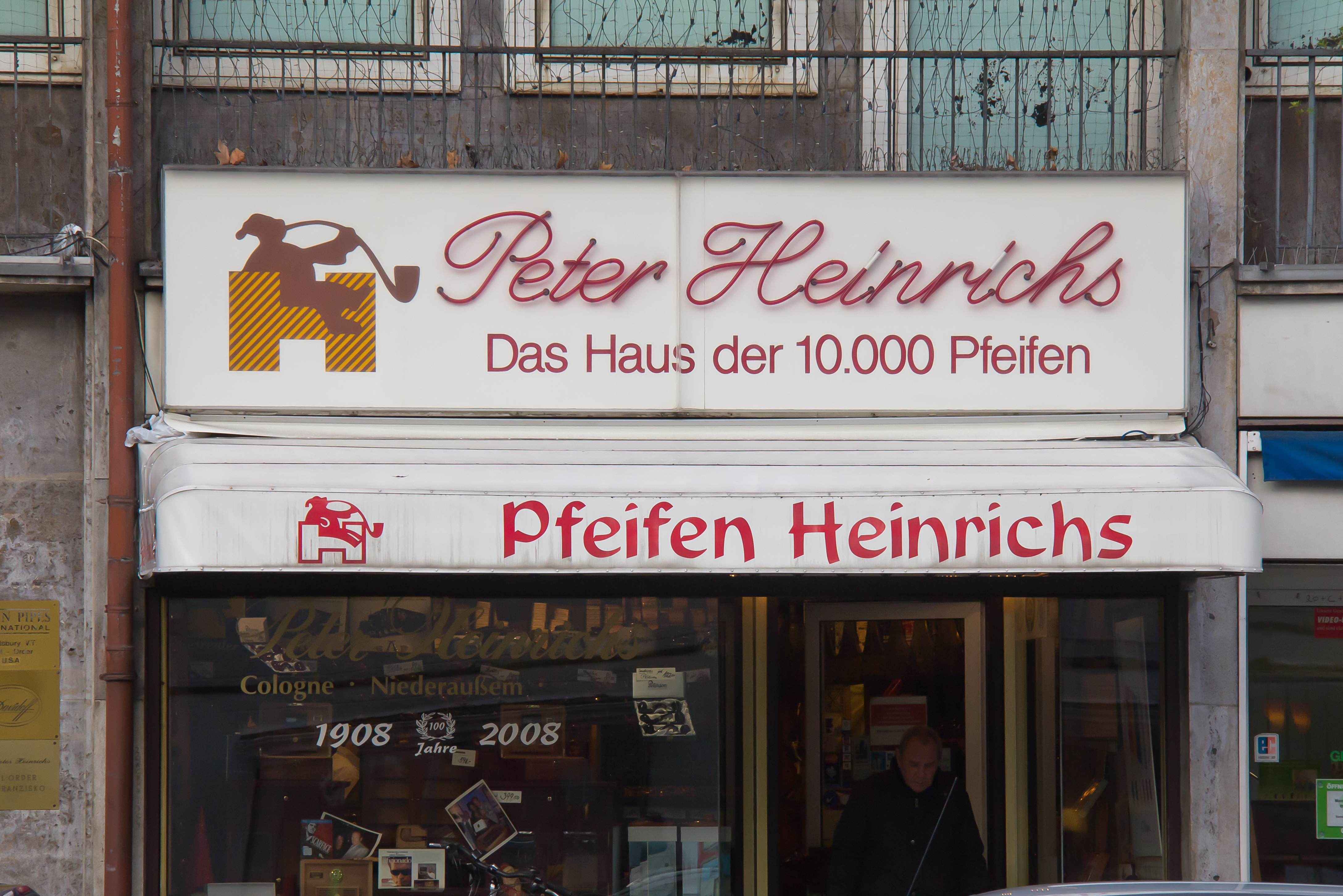
Schaufenster Hahnenstraße: Das Haus der 10000 Pfeifen (2012)

Heinrichs absolvierte eine Ausbildung zum Großhandelskaufmann im elterlichen Betrieb, den sein Großvater 1908 als Pfeifen Heinrichs gegründet hatte. Nach dem frühen Tod des Vaters und familieninternen Streitigkeiten schied Peter Heinrichs aus dem Betrieb aus und machte sich 1963 als Großhändler für Zigaretten und Zigarettenautomatenaufsteller selbständig. Bereits 1974 verkaufte er sein Unternehmen an die Lekkerland Gruppe, um mit 30 Jahren in „Rente zu gehen“. Nach kurzer Auszeit in Marbella kehrte Heinrichs nach Köln zurück und eröffnete auf der Hahnenstraße das Einzelhandelsgeschäft Peter Heinrichs – Das Haus der 10.000 Pfeifen. Es hält rund 90.000 bis 100.000 Pfeifen in jeder Preis- und Qualitätsklasse vorrätig.
Peter Heinrichs vertrieb eine selbst entwickelte Markenzigarette aus Pfeifentabak. Jährlich werden etwa 175 Millionen Zigaretten in einer Manufaktur in Belgien gefertigt und in über 25.000 Geschäften verkauft. 1994 eröffnete Heinrichs das Chateau Henri in Bergheim-Niederaußem, ein Pfeifenmuseum mit angeschlossener Cafeteria und Verkaufsräumen. Neben Zigaretten, Tabak, Pfeifen und Zigarren vertrieb Peter Heinrichs auch Spirituosen und Kaffee. Peter Heinrichs veranstaltete regelmäßig „Smoker Treffs“ und „Pfeifen- und Zigarren-Seminare“ und war Herausgeber des Smoker Journals mit einer vierteljährlichen Auflage von 20.000 Exemplaren.
Anfang der 2000er Jahre konnten die familiären Streitigkeiten beigelegt werden und Heinrichs kaufte das Unternehmen seines Vaters (Pfeifen Heinrichs am Gürzenich) zurück.
Neben zahlreichen Preisen und Auszeichnungen wie der „Goldenen Pfeife“ des Berliner Tabakskollegiums wurde ihm 1996 der Deutsche Handelspreis verliehen.
Peter Heinrichs war verheiratet und hatte drei Töchter.